# Melinda Clarke
Melinda Patrice Clarke (24 de Abril de 1969) é um atriz americana mais conhecida por sua atuação na série de tv The O.C..

## Vida pessoal
Melinda é filha de uma dançarina, Patrícia, e um ator, John, ela tem um irmão Joshua, e uma irmã falecida em 1994 vítima de tumor cerebral. Em 28 de junho de 1997, ela se casou com o ator Ernie Mirich, com quem teve uma filha, Kathryn Grace. Atualmente, os três vivem em Beverly Hills, na California.

## Carreira
Com 18 anos, Melinda se mudou para Los Angeles, onde foi modelo em várias agências antes de seu primeiro trabalho na TV, Days of our Lives, em 17 episódios. Em 1993, estrelou o filme Return_of_the_Living_Dead_3, no papel da protagonista Julie. Em 1995, ela fez uma audição para o papel de Xena na série de TV Xena: Warrior Princess, mas a vencedora foi a neozelandesa Lucy Lawless, Melinda acabou fazendo uma aparição em dois episódios da segunda temporada da série, em 1998. Logo depois ela co-estrelou na série Soldier of Fortune, entre 1997 e 1998.
Melinda fez pequenas aparições em várias séries, como Firefly, Charmed e Seinfeld. Em 5 de agosto de 2003 ela fez uma pequena aparição na série The O.C. a recepção do público foi tão grande que ela assinou contrato com a produtora, FOX, para atuar até o fim, sua última participação na série ocorreu em 22 de fevereiro de 2007.
Em 2008, Melinda se tornou uma das voluntárias no Young Storytellers Foundation, que se dedica a formar novos atores e artistas nos Estados Unidos.

## Filmografia
- Gotham (2016)
- Nikita (2010)
- Malibu Stacy (2012)
- The Vampire Diaries (2010)
- The Last Airbender (2010)
- Made (2009)
- Chuck (2008)
- 88 Minutes (2007)
- Tales of Ba Sing Se (2006)
- Entourage (2006)
- Strange Days (2006)
- CSI: Crime Scene Investigation (2001-2006/2015)
- Pirates of the Third Reich (2006)
- Lady Heather's Box (2003)
- Slaves of Las Vegas (2001)
- Mission: Impossible - Operation Surma (2003)
- Firefly (2003)
- Heart of Gold (2003)
- Matriculated (2003)
- The Animatrix (2003)
- The District (2002-2003)
- Bloodlines (2003)
- Tremors (2003)
- Night of the Shriekers (2003)
- The O.C. (2003-2007) como Julie Cooper
- Everwood (2002)
- Explicit Activities (2002)
- Convictions (2002)
- Still Life (2002)
- The Greenhouse Effect (2002)
- Till Death Do Us Part (2002)
- Charmed (2002)
- Siren Song (2002)
- First Monday (2002)
- Pilot (2002)
- Cold Sweat (2002)
- Dynamite (2002)
- Com for Murder (2002)
- Enterprise (2001)
- Broken Bow: Part 1 (2001)
- Broken Bow: Part 2 (2001)
- Nash Bridges (1997-2000)
- End Game (2000)
- Out of Chicago (1997)
- The Pretender (2000)
- Meltdown (2000)
- Buffy: The Vampire Slayer (1998)
- Soldier of Fortune, Inc (1997)
- Spawn (1997)
- Sliders (1997)
- This Slide of Paradise (1997)
- Seinfeld (1997)
- The Muffin Tops (1997)
- Critics and Other Freaks (1997)
- Soldier of Fortune (1997)
- Xena a Princesa Guerreira (1997) 2 episódios
- La Lengua Asesina (1996)
- Mulholland Falls (1996)
- Strange Luck (1996)
- Stning Strikes (1996)
- Return to Two Moon Junction (1995)
- Heaven Help Us (1994)
- The George Carlin Show (1994)
- George Helps Sidney (1994)
- Out for Blood (1993)
- Return of the Living Dead III (1993)
- Young Goodman Brown (1993)
- Jake and the Fatman (1991)
- Every Time We Say Goodbye (1991)
- Hot Under the Collar (1991)
- Days of Our Lives (1995)
- Return Of Living Dead 3 (1993)
- Taylor (1989-1990)